# XII Giochi paralimpici invernali
I XII Giochi paralimpici invernali (평창 동계 패럴림픽?, 平昌 冬季 패럴림픽?, Pyeongchang Donggye PaereollimpikLR) si sono svolti a Pyeongchang, una delle 82 contee della Corea del Sud, dal 9 al 18 marzo 2018, nella stessa località che ha ospitato i XXIII Giochi olimpici invernali.
Si tratta della seconda manifestazione paralimpica tenutasi in Corea del Sud dopo l'edizione estiva del 1988.

## Assegnazione
Come da accordi tra il Comitato Paralimpico Internazionale e il Comitato Olimpico Internazionale, il paese selezionato per ospitare i giochi olimpici dovrà ospitare anche i corrispondenti giochi paralimpici. Il 6 luglio 2011 durante la 123ª sessione del CIO svoltasi a Durban, Pyeongchang ha ottenuto l'organizzazione dei XXIII Giochi olimpici invernali e di conseguenza anche dei XII Giochi paralimpici invernali. La contea coreana ha vinto la concorrenza di Monaco di Baviera e Annecy.
| Risultati assegnazione | Risultati assegnazione | Risultati assegnazione |
| ---------------------- | ---------------------- | ---------------------- |
| Città                  | Nazione                | 1º turno               |
| Pyeongchang            | Corea del Sud          | 63                     |
| Monaco di Baviera      | Germania               | 25                     |
| Annecy                 | Francia                | 7                      |

## Sviluppo e preparazione

### Sedi di gara
Mountain Cluster

Mappa geroglifica delle località.

- Centro di biathlon di Alpensia: Biathlon, sci di fondo
- Arena alpina di Jeongseon: Sci alpino e snowboard
- Stadio Olimpico: Cerimonie e premiazioni
- Villaggio paralimpico di Pyeongchang

Coastal Cluster
- Centro curling di Gangneung: Curling in carrozzina
- Centro hockey di Gangneung: Hockey su slittino

### Simboli
Il 2 giugno 2016, fu annunciato che la mascotte della manifestazione sarebbe stata Bandabi (반다비?), un orso tibetano.

## I Giochi

### Discipline
Nel programma dei XII Giochi paralimpici invernali sono state presenti 6 discipline, una in più rispetto alla precedente edizione del 2014, in seguito allo scorporo dello snowboard dallo sci alpino. Il numero delle competizioni è stato di 80, 8 in più rispetto al 2014.
- Biathlon (18)
- Curling in carrozzina (1)
- Hockey su slittino (1)
- Sci alpino (30)
- Sci di fondo (20)
- Snowboard (10)

### Calendario degli eventi
| ● | Cerimonia d'apertura |  | Competizioni |  | Finali | ● | Cerimonia di chiusura |

| Marzo              | Ven 9 | Sab 10 | Dom 11 | Lun 12 | Mar 13 | Mer 14 | Gio 15 | Ven 16 | Sab 17 | Dom 18 | Medaglie d'oro |
| ------------------ | ----- | ------ | ------ | ------ | ------ | ------ | ------ | ------ | ------ | ------ | -------------- |
| Cerimonie          | OC    |        |        |        |        |        |        |        |        | CC     | N.D.           |
| Sci alpino         |       | 6      | 6      |        | 6      | 3      | 3      |        | 3      | 3      | 30             |
| Biathlon           |       | 6      |        |        | 6      |        |        | 6      |        |        | 18             |
| Sci di fondo       |       |        | 2      | 4      |        | 6      |        |        | 6      | 2      | 20             |
| Hockey su slittino |       | ●      | ●      | ●      | ●      | ●      | ●      | ●      | ●      | 1      | 1              |
| Snowboard          |       |        |        | 5      |        |        |        | 5      |        |        | 10             |
| Curling            |       | ●      | ●      | ●      | ●      | ●      | ●      | ●      | 1      |        | 1              |
| Totale             | 0     | 12     | 8      | 9      | 12     | 9      | 3      | 11     | 10     | 6      | 80             |

## Medagliere
Paese ospitante
| Pos.   | Paese                       | Oro | Argento | Bronzo | Totale |
| ------ | --------------------------- | --- | ------- | ------ | ------ |
| 1      | Stati Uniti                 | 13  | 15      | 8      | 36     |
| 2      | Atleti Paralimpici Neutrali | 8   | 10      | 6      | 24     |
| 3      | Canada                      | 8   | 4       | 16     | 28     |
| 4      | Francia                     | 7   | 8       | 5      | 20     |
| 5      | Germania                    | 7   | 8       | 4      | 19     |
| 6      | Ucraina                     | 7   | 7       | 8      | 22     |
| 7      | Slovacchia                  | 6   | 4       | 1      | 11     |
| 8      | Bielorussia                 | 4   | 4       | 4      | 12     |
| 9      | Giappone                    | 3   | 4       | 3      | 10     |
| 10     | Paesi Bassi                 | 3   | 3       | 1      | 7      |
| 11     | Svizzera                    | 3   | 0       | 0      | 3      |
| 12     | Italia                      | 2   | 2       | 1      | 5      |
| 13     | Gran Bretagna               | 1   | 4       | 2      | 7      |
| 14     | Norvegia                    | 1   | 3       | 4      | 8      |
| 15     | Australia                   | 1   | 0       | 3      | 4      |
| 16     | Finlandia                   | 1   | 0       | 2      | 3      |
| 16     | Corea del Sud               | 1   | 0       | 2      | 3      |
| 16     | Nuova Zelanda               | 1   | 0       | 2      | 3      |
| 19     | Croazia                     | 1   | 0       | 1      | 2      |
| 20     | Cina                        | 1   | 0       | 0      | 1      |
| 20     | Kazakistan                  | 1   | 0       | 0      | 1      |
| 22     | Austria                     | 0   | 2       | 5      | 7      |
| 23     | Spagna                      | 0   | 1       | 1      | 2      |
| 24     | Svezia                      | 0   | 1       | 0      | 1      |
| 25     | Belgio                      | 0   | 0       | 1      | 1      |
| 25     | Polonia                     | 0   | 0       | 1      | 1      |
| Totale | Totale                      | 80  | 80      | 81     | 241    |